# Comunità montana Presila Catanzarese
La Comunità montana Presila Catanzarese era una comunità montana calabrese, situata nella provincia di Catanzaro.
Con Legge Regionale n.25/2013 le Comunità Montane calabresi sono state soppresse e poste in liquidazione. Con delibera della Giunta Regionale n. 243 del 04/07/2013 sono stati nominati i Commissari liquidatori.

## Comuni
| Stemma | Comune           | Popolazione (ab) | Superficie (km2) |
| ------ | ---------------- | ---------------- | ---------------- |
|        | Albi             | 1.105            | 28 km²           |
|        | Andali           | 954              | 17 km²           |
|        | Belcastro        | 1358             | 52 km²           |
|        | Cerva            | 1342             | 21 km²           |
|        | Cropani          | 4362             | 43 km²           |
|        | Fossato Serralta | 660              | 12 km²           |
|        | Magisano         | 1275             | 31 km²           |
|        | Pentone          | 2144             | 12 km²           |
|        | Petronà          | 3011             | 45,50 km²        |
|        | Sellia           | 589              | 12 km²           |
|        | Sersale          | 5041             | 53 km²           |
|        | Sorbo San Basile | 869              | 58 km²           |
|        | Soveria Simeri   | 1669             | 22 km²           |
|        | Taverna          | 2668             | 132 km²          |
|        | Zagarise         | 1811             | 48 km²           |